# Günther Leichtfried
Günther Leichtfried (* 21. Mai 1949 in Ybbs an der Donau) ist ein österreichischer AHS-Lehrer und Politiker (SPÖ). Leichtfried war von 1998 bis 1999 Mitglied des Bundesrates, von 1999 bis 2013 Abgeordneter zum Landtag von Niederösterreich und von 1997 bis 2019 Bürgermeister von Wieselburg.

## Werdegang
Günther Leichtfried wurde als Sohn des Bundesrats und Landtagsabgeordneten Josef Leichtfried geboren und wuchs im Waldviertel auf. Er besuchte von 1955 bis 1959 die Volksschule in Groß-Siegharts und danach bis 1960 die Hauptschule in Waidhofen an der Thaya. Danach wechselte er 1960 an das Realgymnasium Waidhofen an der Thaya und schloss die Schule 1968 mit der Matura ab. Nach der Ableistung des Präsenzdienstes zwischen 1968 und 1969 studierte Leichtfried zwei Semester Rechtswissenschaften an der Universität Wien und studierte danach ab 1970 Biologie und Chemie im Lehramt. Er schloss sein Studium 1975 mit dem akademischen Grad Mag. rer. nat. ab. Leichtfried war von 1974 bis 1975 als AHS-Lehrer am Bundesgymnasium Tulln tätig und unterrichtete danach von 1975 bis 1997 am Bundesoberstufenrealgymnasium Scheibbs. Leichtfried wurde 1978 der Berufstitel Professor verliehen, seit 1998 ist er karenziert.
Er lebt in Wieselburg, ist verheiratet und Vater von zwei Töchtern und einem Sohn.

## Politik
Leichtfried engagierte sich als Lehrer in der Gewerkschaft und war Personalvertreter und Gewerkschaftsvertreter der Fraktion Sozialdemokratischer Gewerkschafter im Österreichischen Gewerkschaftsbund Niederösterreich, wobei Leichtfried die Landessektionsleitung der AHS Lehrer innehatte. Innerparteilich hat er seit 1997 den Bezirksparteivorsitz der SPÖ Scheibbs inne und ist Mitglied im SPÖ-Landesparteivorstand und Landesparteipräsidium. Seit 1990 ist Leichtfried Mitglied des Gemeinderats von Wieselburg, wurde 1993 zum Stadtrat und 1995 zum Vizebürgermeister gewählt. Von 1997 bis 2019 hatte Leichtfried das Amt des Bürgermeisters von Wieselburg inne. Leichtfried war zudem vom 1. Jänner 1998 bis zum 17. November 1999 Mitglied des Bundesrates und vertritt die SPÖ seit dem 18. November 1999 im Niederösterreichischen Landtag. Am 25. März 2010 wählte die SPÖ Niederösterreich einstimmig Leichtfried zum Klubobmann  in Niederösterreichischen Landtag. Er folgte Helmut Cerwenka nach, der sich aus der Politik zurückzog. Er selbst schied nach den Verlusten der SPÖ bei der Landtagswahl 2013 am 24. April 2013 aus dem Landtag aus.
Im April 2019 folgte ihm Josef Leitner als Bürgermeister von Wieselburg nach.

## Auszeichnungen
- 2012: Großes Silbernes Ehrenzeichen für Verdienste um die Republik Österreich[3]
- 2014: Silbernes Komturkreuz mit dem Stern des Ehrenzeichens für Verdienste um das Bundesland Niederösterreich[4]
- Ehrenring der Stadtgemeinde Wieselburg
- 2019: Großer gläserner Leopold[5]
- 2019: Ehrenbürgerschaft der Stadt Wieselburg[5]